# ТЕС Мауа
3°7′20″ пд. ш. 59°55′48″ зх. д. / 3.12222° пд. ш. 59.93000° зх. д.
ТЕС Мауа – наразі зупинений теплоелектроенергетичний майданчик в Бразилії у штаті Амазонас. Є однією з багатьох ТЕС, які працюють чи працювали у розташованому в центрі Амазонії місті Манаус.  
ТЕС почала роботу в 1973 році маючи потужність у 40 МВт, а станом на 1981-й цей показник досягнув 137 МВт. Ця черга, яка також відома як Мауа Bloco І, використовувала чотири парові турбіни – дві потужністю по 20,4 МВт та дві по 54,4 МВт (за іншими даними – дві по 16 МВт та дві по 50 МВт). Крім того, в якийсь момент її підсилили 48 генераторними установками на основі двигунів внутрішнього згоряння потужністю по 1,38 МВт кожен, що довело загальний показник майданчику до 215,8 МВт.  
Не пізніше 2008-го до складу станції Мауа включили розташовані поруч генеруючі потужності, котрі раніше рахувались як окремі електростанції:
- ТЕС А, яка після приєднання отримала найменування Мауа Bloco II. Вона мала дві газові турбіни загальною потужністю 50,4 МВт (за іншими даними – 40 МВт), введені в експлуатацію у 1998 році; 
- ТЕС В, яка після приєднання отримала найменування Мауа Bloco III. Ця черга мала дві встановлені на роботу у відкритому циклі газові турбіни потужністю по 60 МВт (за іншими даними – по 55, 56 або навіть 67 МВт), котрі стали до ладу в 1998 році;
- ТЕС W, щодо якої після приєднання стали вживати найменування Мауа Bloco IV. Її головне обладнання складалось із десяти генераторних установок на основі двигунів внутрішнього згоряння Wartsila одиничною потужністю по 16,6 (за іншими даними – по 17,15) МВт. ТЕС W ввели в експлуатацію у 1999 році.
Таким чином, загальний показник ТЕС Мауа з урахуванням всіх чотирьох черг досягнув 552,6 МВт.
Окрім зазначених вище чотирьох постійних черг, у другій половині 2000-х майданчик доповнили орендованим генераторними установками на основі двигунів внутрішнього згоряння – Мауа Bloco V (60 МВт), Мауа Bloco VI (140 МВт, генераторні установки MTU 12V4000G43 та MTU 16V4000G83) та Мауа Bloco VII (30 МВт). Строк оренди Мауа VI та Мауа VII завершився в 2014-му, а Мауа V – в 2015-му.
У 2010-х роках поступово виводились з експлуатації і постійні черги. Так, в 2015-му зупинили Мауа Bloco І, не пізніше 2015-го Мауа Bloco II, в 2016-му Мауа Bloco IV, а восени 2018-го – Мауа Bloco III. Виведення останньої та повна зупинка майданчику стала можливою завдяки запуску сучасної парогазової ТЕС Мауа 3.
Первісно всі черги ТЕС використовували нафтопродукти, проте після запуску в кінці 2000-х газопроводу Уруку – Коарі – Манаус станція перейшла на блакитне паливо.
Воду для охолодження отримували із Ріу-Негру (майданчик станції розташований на лівому березі цієї річки за пару кілометрів від її злиття з Амазонкою).
Видача продукції відбувалась по ЛЕП, розрахованій на роботу під напругою 69 кВ.